# Larv
Larv is een plaats in de gemeente Vara in het landschap Västergötland en de provincie Västra Götalands län in Zweden. De plaats heeft 216 inwoners (2005) en een oppervlakte van 40 hectare.

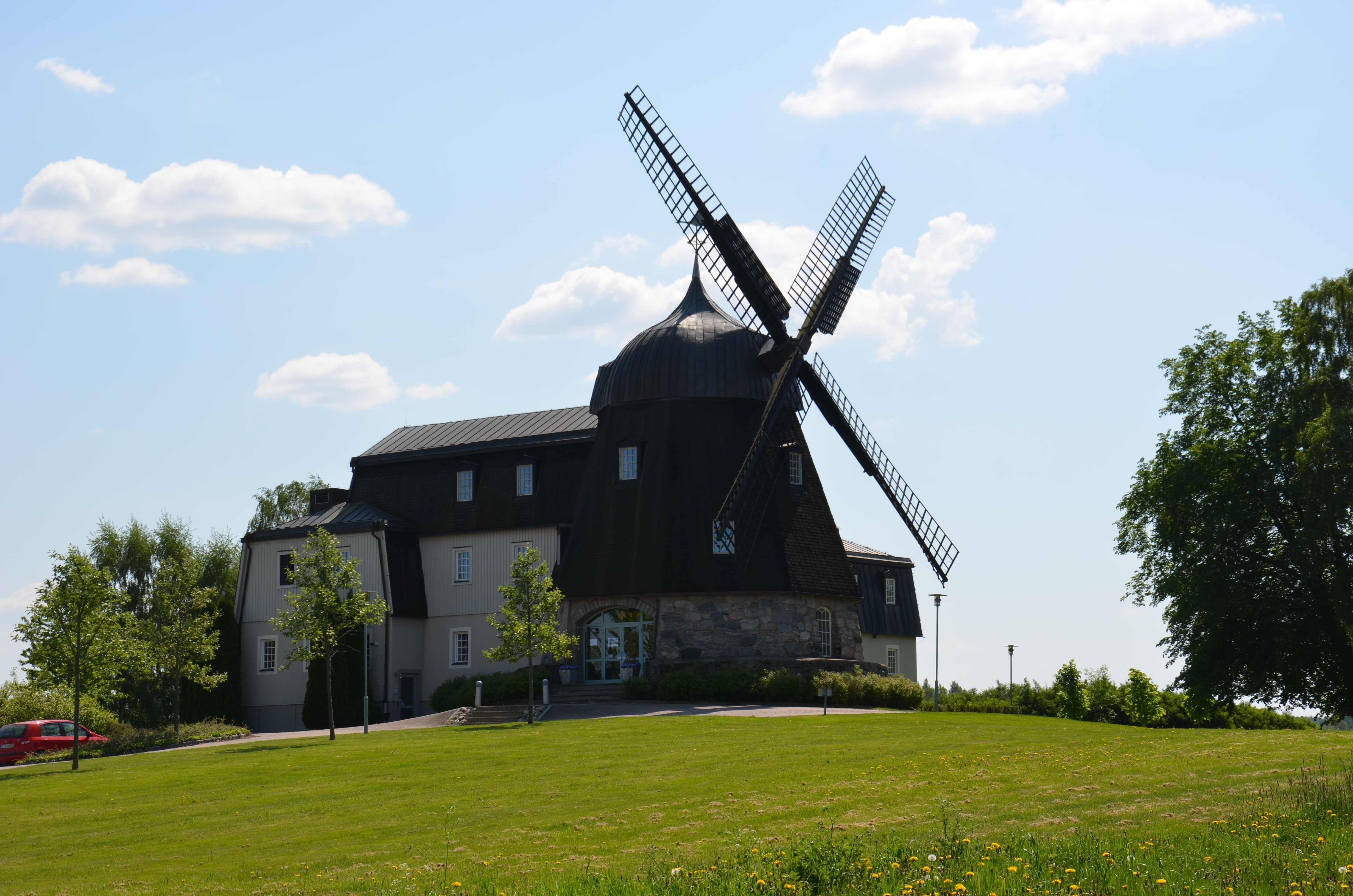
Molen van Larv
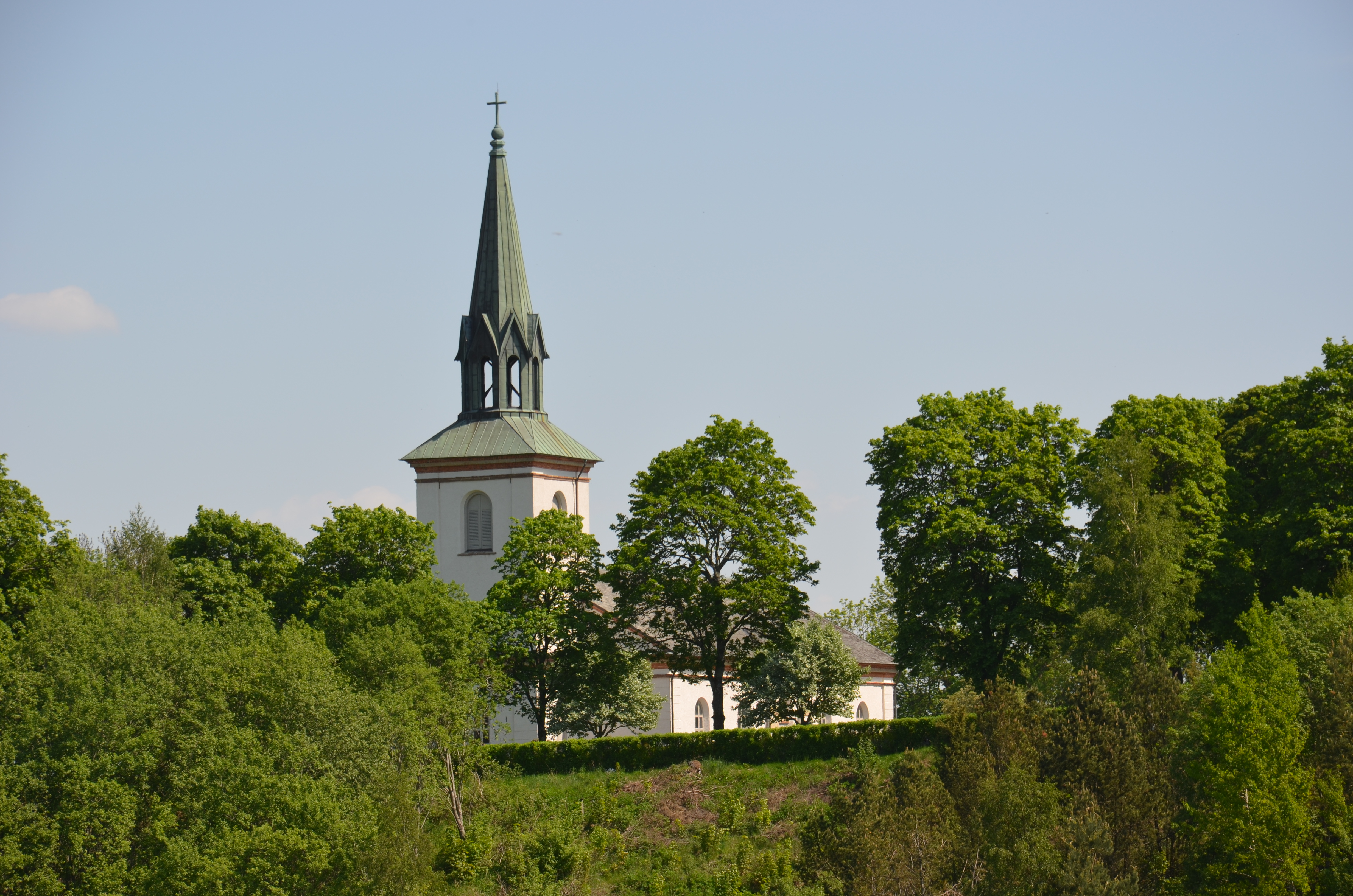
Kerk van Larv